# Adelpharctos
Adelpharctos és un gènere de mamífers carnívors extints de la família dels ossos (Ursidae) que visqueren a Europa durant l'Oligocè. Se n'han trobat restes fòssils a França i Suïssa.